# Kolajna krune kralja Zvonimira
Kolajna krune kralja Zvonimira osnovana je "kao vidljiv znak odlikovanja za zasluge u miru ili ratu, stečene za hrvatski narod i Nezavisnu Državu Hrvatsku."
Kolajna krune kralja Zvonimira imala je tri stupnja: srebrni, brončani i željezni.
Autor ovog odlikovanja je poznati hrvatski kipar i medaljoner Ivo Kerdić.

## Poveznica
Odlikovanja NDH